# Сејди Синк
Сејди Елизабет Синк (енгл. Sadie Elizabeth Sink; Бренам, 16. април 2002) америчка је глумица и манекенка. Позната је по улози Макс Мејфилд у научнофантастичној серији Чудније ствари, и Зиги Берман у филмској серији Трилогија Улица страха. Синкова је такође радила на Бродвеју, у позоришним комадима као што су Ени и Публика. Такође је глумила у филму Тејлор Свифт, Taylor Swift's All Too Well: The Short Film.

## Филмографија

### Филм
| Година | Српски назив                | Изворни назив | Улога           | Напомене                 |
| ------ | --------------------------- | ------------- | --------------- | ------------------------ |
| 2016.  | Чак: Прича о правом Рокију  |               | Кимберли        |                          |
| 2017.  |                             |               | млада Лори Волс |                          |
| 2018.  |                             |               | нараторка       | документарац             |
| 2019.  | Ели                         |               | Хејли           |                          |
| 2021.  | Улица страха, 2. део: 1978. |               | Зиги Берман     |                          |
| 2021.  | Улица страха, 3. део: 1666. |               | Зиги Берман     |                          |
| 2021.  |                             |               | себе            | кратки филм Тејлор Свифт |
| 2022.  | Кит                         |               | Ели Сарсфилд    |                          |
| 2022.  |                             | Дес Денанзио  |                 |                          |
| 2026.  | Spider-Man: Brand New Day   |               |                 |                          |

### Телевизија
| Година     | Српски назив         | Изворни назив | Улога                 | Напомене                               |
| ---------- | -------------------- | ------------- | --------------------- | -------------------------------------- |
| 2013.      | Американци           |               | Лана                  | епизода: „Узајамно осигурано уништење” |
| 2014.      | Плава крв            |               | Дејзи Карпентер       | епизода: „Увреда за повреду”           |
| 2015.      |                      |               | Сузана Балард         | главна улога; 11 епизода               |
| 2016.      | Несаломива Кими Шмит |               | девојчица             | епизода: „Кими види залазак Сунца!”    |
| 2017—данас | Чудније ствари       |               | Максин „Макс” Мејфилд | главна улога (2. сезона—данас)         |